# Lophospingue gris
Lophospingus griseocristatus
Espèce
Statut de conservation UICN

 LC  : Préoccupation mineure
Le Lophospingue gris (Lophospingus griseocristatus) est une espèce de passereaux appartenant à la famille des Thraupidae.

## Répartition
On le trouve en Bolivie et en Argentine.